# Rhyacotriton kezeri
Rhyacotriton kezeri (tên tiếng Anh: Columbia Torrent Salamander) là một loài kỳ giông thuộc họ Rhyacotritonidae.
Đây là loài đặc hữu của Tây Bắc Thái Bình Dương của Bắc Mỹ.
Môi trường sống tự nhiên của chúng là rừng ôn đới, sông ngòi, và suối nước ngọt. Đây là một loài kỳ giông nhỏ (tổng chiều dài khoảng 10 cm) sống trong các dòng suối núi trong và lạnh.
Chúng hiện đang bị đe dọa vì mất môi trường sống.